# ريتشارد فوستر (سياسي أسترالي)
ريتشارد فوستر (بالإنجليزية: Richard Witty Foster)‏ هو فلاح وبقال وسياسي أسترالي وبريطاني (وحمل سابقاً جنسية المملكة المتحدة لبريطانيا العظمى وأيرلندا)، ولد في 20 أغسطس 1856 في المملكة المتحدة، وتوفي في 5 يناير 1932 في أستراليا. انتخب عضو مجلس النواب جنوب أستراليا من الجمعية عن دائرة Electoral district of Flinders ‏ وقد انضم خلال فترته النيابية (3 مايو 1902 – 2 نوفمبر 1906) للكتلة البرلمانية National Defence League (Australia) ‏ وانتخب عضو مجلس النواب الأسترالي عن دائرة Division of Wakefield ‏ (28 أغسطس 1909 – 17 نوفمبر 1928) وانتخب عضو مجلس النواب جنوب أستراليا من الجمعية عن دائرة Electoral district of Newcastle (South Australia) ‏ وقد انضم خلال فترته النيابية (19 أبريل 1893 – 2 مايو 1902) للكتلة البرلمانية مستقل.